# Gia Machavariani
Gia Machavariani (georgisch გია მაჭავარიანი; * 26. Februar 1985 in Charagauli/Georgien) ist ein georgischer Gewichtheber. Er wurde 2011 Vize-Europameister und belegte bei den Olympischen Spielen 2012 den 4. Platz im Schwergewicht. 

## Werdegang
Gia Machavariani beteiligt sich seit 2004 an internationalen Meisterschaften im Gewichtheben. Bei der ersten internationalen Meisterschaft, an der er teilnahm, der Europameisterschaft in Kiew, belegte er im Mittelschwergewicht mit einer Zweikampfleistung von 342,5 kg (160–182,5) den 20. Platz. Bei der Junioren-Weltmeisterschaft 2005 (U 20) in Busan hatte er Pech, denn nach gemeisterten 165 kg im Reißen, unterliefen ihm im Stoßen drei Fehlversuche, womit er im Schwergewicht ohne Zweikampfleistung blieb und sich nicht platzieren konnte. Bei der Junioren-Europameisterschaft im Oktober 2005 in Trencin waren dann seine Fortschritte deutlich zu erkennen. Er steigerte sich dort im Schwergewicht auf 382 kg (175–207), womit er mit dem 4. Platz nur knapp die Medaillenränge verpasste.
Bei der Weltmeisterschaft 2006 in Santo Domingo steigerte er sich weiter. Er erzielte dort im Zweikampf 397 kg (180–217). Mit dieser Leistung belegte er den 7. Platz im Schwergewicht. Weltmeister wurde Marcin Dolega aus Polen, der auf 415 kg (193–222) kam. Bei der Weltmeisterschaft 2007 in Chiang Mai/Thailand kam Gia Machavariani bei weitem nicht an die Leistung von 2006 heran. Er erzielte dort, mit jeweils nur einem gültigen Versuch im Reißen und Stoßen, im Zweikampf 365 kg (165–200) und kam nur auf den 21. Rang.
2008 nahm Gio Machavariani an keinen internationalen Meisterschaften teil und 2009 und 2010 stagnierte er. Bei der Europameisterschaft 2009 in Bukarest erreichte er, wieder mit nur zwei gültigen Versuchen, im Zweikampf 391 kg (180–211) und erreichte damit den 6. Platz. Bei der Weltmeisterschaft 2009 in Goyang hob er im Zweikampf 390 kg (180–210), wobei er auch hier nur zwei gültige Versuche zustande brachte. Er kam in Goyang auf den 7. Platz. Bei der Weltmeisterschaft 2010 in Antalya kam er mit 390 kg (180–210) auf den 8. Platz.
Deutlich verbessert zeigte sich Gia Machavariani bei der Europameisterschaft 2011 in Kasan. Er erzielte dort im Schwergewicht 400 kg (183–217) und gewann mit diesen Leistungen drei EM-Silbermedaillen. Den Sieger Chadschimurat Akkajew aus Russland, der auf 425 kg (195–230) kam, konnte er aber nicht gefährden. Bei der Weltmeisterschaft 2011 in Paris konnte er sich weiter steigern. Er erzielte in Paris im Zweikampf 409 kg (187–222) und sah damit schon wie der sichere Bronzemedaillengewinner aus, wurde aber schließlich doch noch von Oleksij Torochtij aus der Ukraine, der 229 kg stieß, auf den undankbaren 4. Platz verwiesen. Ein kleines Trostpflaster für Gia Machavariani war, dass er mit seiner Leistung im Reißen eine WM-Bronzemedaille gewann.
Bei den Olympischen Spielen 2012 in London waren die Voraussetzungen zum Gewinn einer Medaille für Gia Machavariani eigentlich äußerst günstig, weil im Schwergewicht überraschenderweise keiner der starken russischen Gewichtheber am Start war. Er konnte diese Erwartungen aber nicht erfüllen, denn nach einer für ihn mittelmäßigen Leistung im Reißen mit 185 kg, unterliefen ihn im Stoßen zwei Fehlversuche mit 220 kg. Im dritten Versuch steigerte er trotzdem auf 225 kg, weil er, wenn er dieses Gewicht geschafft hätte, die olympische Bronzemedaille gewonnen hätte. Aber auch dieser Versuch ging daneben und Gia Machavariani blieb ohne Zweikampfleistung unplatziert.
Nach London beendete er seine aktive Gewichtheberlaufbahn. 2013 bewarb er sich um das Amt eines Cheftrainers beim georgischen Gewichtheber-Verband, kam aber nicht zum Zuge.

## Internationale Erfolge
| Jahr | Platz | Wettbewerb                    | Gewichtsklasse | Ergebnisse |
| 2004 | 20.   | EM in Kiew                    | Mittelschwer   | mit 342,5 kg (160–182,5); Sieger: Milen Dobrew, Bulgarien, 402,5 kg (185–217,5) vor Eduard Tschukin, Russland, 397,5 kg (180–217,5)                                 |
| 2005 | unpl. | Junioren-WM (U 20) in Busan   | Schwer         | nach 165 kg im Reißen drei Fehlversuche im Stoßen; Sieger: Igor Lukanin, Russland, 395 kg (180–215)                                                                 |
| 2005 | 4.    | Junioren-EM (U 20) in Trencin | Schwer         | mit 382 kg (175–207); Sieger: Igor Lukanin, 401 kg (181–220) |
| 2006 | 7.    | WM in Santo Domingo           | Schwer         | mit 397 kg (180–217); Sieger: Marcin Dołęga, Polen, 415 kg (193–222) vor Dmitri Lapikow, Russland, 414 kg (194–220)                                                 |
| 2007 | 21.   | WM in Chian Mai/Thailand      | Schwer         | mit 365 kg (165–200); Sieger: Andrej Aramnau, Weißrussland, 423 kg (195–228) vor Alan Zagaew, Bulgarien, 411 kg (180–231)                                           |
| 2009 | 6.    | EM in Bukarest                | Schwer         | mit 391 kg (180–211); Sieger: Wladimir Smortschkow, Russland, 411 kg (190–221) vor Oleksij Torochtij, Ukraine, 405 kg (181–224)                                     |
| 2009 | 7.    | WM in Goyang                  | Schwer         | mit 390 kg (180–210); Sieger: Marcin Dołęga, 421 kg (195–226) vor Dmitri Lapikow, 416 kg (194–222)                                                                  |
| 2010 | 8.    | WM in Antalya                 | Schwer         | mit 390 kg (180–210); Sieger: Marcin Dołęga, 415 kg (188–227) vor Dmitri Klokow, Russland, 415 kg (192–223)                                                         |
| 2011 | 2.    | WM in Kasan                   | Schwer         | mit 400 kg (183–217), hinter Chadschimurat Akkajew, Russland, 425 kg (195–230), vor Bartłomiej Bonk, Polen, 394 kg (180–214)                                        |
| 2011 | 4.    | WM in Paris                   | Schwer         | mit 409 kg (187–222), hinter Chadschimurat Akkajew, 430 kg (198–232), Dmitri Klokow, 428 kg (196–232) und Oleksij Torochtij, 410 kg (181–229)                       |
| 2012 | unpl. | OS in London                  | Schwer         | nach 185 kg im Reißen drei Fehlversuche im Stoßen mit 220 kg bzw. 225 kg; Sieger: Oleksij Torochtij, 412 kg (185–227) vor Naval Nasirshelad, Iran, 411 kg (184–227) |

## WM- & EM-Einzelmedaillen
- WM-Bronzemedaille: 2011/Reißen
- EM-Silbermedaillen: 2011/Reißen – 2011/Stoßen

Erläuterungen
- alle Wettkämpfe im Zweikampf, bestehend aus Reißen und Stoßen
- OS = Olympische Spiele, WM = Weltmeisterschaft, EM = Europameisterschaft
- Mittelschwergewicht, bis 94 kg, Schwergewicht, bis 105 kg Körpergewicht